# Komandorski bazen
Komandorski bazen nalazi se između Širšovog grebena i poluotoka Kamčatke. Njegova južna granica je Aleutski luk (vidi sliku) i zauzima zapadni dio Beringovog mora. Kamčatski tjesnac pruža dubokomorski pristup bazenu s jugozapada.
Sedimentni pokrov bazena manji je od 2 km debljine. U jugozapadnom dijelu bazena u blizini rasjeda Ulakahn identificirane su linearne magnetske anomalije povezane s ranim miocenom. Magnetske anomalije podupiru sekvencijalno otvaranje Komanderskog bazena koje je rezultat naprezanja na sučelju između euroazijske i pacifičke ploče. Strukture dna Beringovog mora u Komanderskom bazenu nastale su prije 17 do 21 milijun godina.
Dno Komandorskog bazena je vodoravna ravnica duboka 3800-3900 m. Prekriven je s 2000-6000 m sedimenta koji prekriva oceansku koru koja je 12-14 km debljine. Aktivno širenje u Komandersklm bazenu dogodilo se prije između 40 i 10 milijuna godina, subdukcijom dna bazena duž rasjeda Ulakhan rasjeda ispod poluotoka Kamčatka. Postoje četiri glavne frakturne zone u bazenu i u bazenu su otkrivene magnetske linije. Osim u južnom kraju bazena, centar širenja je subduciran.
Voda u bazenu cirkulira u ciklonalnom krugu, sa zapadnom Kamčatskom strujom koja teče prema jugu duž poluotoka Kamčatke. Sjeverni krak vrtloga nalazi se izvan Komandorskog bazena, a nosi ga struja Beringove padine, koja teče duž ruba kontinentalnog pojasa na istočnom rubu Aleutskog bazena. Na jugu se Komanderski bazen povezuje sa sjevernim Pacifikom kroz 4.4 km širok, 4420 metara dubok Kamčatski tjesnac i 2.0 km širok, 2000 metara dubok u blizini tjesnaca.